# Birgit Schreiber
Pour les articles homonymes, voir Schreiber.
Birgit Schreiber est une ancienne fondeuse allemande.

## Palmarès

### Championnats du monde
- Championnats du monde de 1978 à Lahti  Finlande:
  -  Médaille d'argent en relais 4 × 5 km